# Shunhe
Shunhe (en chino, 顺河; pinyin, Shùn·Hé (escuchar)ⓘ) es un distrito autónomo bajo la administración directa de la Prefectura  Kaifeng  en la Provincia de Henan, República Popular China. Su área es de 72 km² y su población total para 2010 superó los 30 mil habitantes. 

## Administración
La administración de Shunhe es especial, pues solo existen cuatro de este tipo en toda China y esta en especial para la etnia hui. Desde octubre de 2022, el distrito autónomo de Shunhe se divide en 8 pueblos que se administran en 6 subdistritos y 2 villas.

## Toponimia
El topónimo Shunhe [/shun-Jə/] se compone de los sinogramas Shun (a lo largo de) y He (río), lo que da como resultado "a lo largo del río [Huiji]". Recibe este nombre porque el pueblo Hui que vive allí se fue asentado a lo largo de las riberas del río Huiji que baña la zona.
Como las otras regiones autónomas, se caracteriza por estar asociada a un grupo étnico minoritario, en este caso, los hui. La región recibió la condición de "autónomo" cuando se estableció el Distrito autónomo hui de Shunhe en marzo de 1956.